# IV. Fülöp francia király
IV. Fülöp (ismert történelmi ragadványnevén: Szép Fülöp, franciául: Philippe le Bel; Fontainebleau, Franciaország, 1268. április 8. – Fontainebleau, Franciaország, 1314. november 29.), Franciaország királya 1285-től 1314-es haláláig. A középkori francia történelem egyik legjelentősebb uralkodójaként tartják számon. Navarrai Johannával kötött házassága révén Navarra királya is volt 1284 és 1305 között. Bár Fülöp közismert volt jóképűségéről, merev és autokratikus személyisége miatt már kortárs ellenfelei és tisztelői is a Vaskirály (franciául: le Roi de fer) jelzővel illették. Neves ellenfele, Bernard Saisset, Pamiers érseke azt mondta róla: „Nem ember és nem is vadállat. Ő egy szobor”.
Apja, Merész Fülöp 1285 októberében bekövetkezett halálát követően került trónra tizenhét esztendős korában. Fülöp nem az egyházra és a nemességre támaszkodva kormányozta országát, hanem a közrendűek soraiból emelt fel tehetséges személyeket. Ilyen jelentős alacsony sorból származó minisztere volt Enguerrand de Marigny és Guillaume de Nogaret pecsétőr is. Uralkodása alatt a Francia Királyság egy feudális országból egy erős központosított monarchia lett. Nagyratörő tervei révén jelentős befolyást gyakorolt az európai ügyekre is: arra törekedett, hogy rokonai kerüljenek külföldi trónokra. Uralkodóházából, a Capeting-dinasztiából származott Károly Róbert, aki a Magyar Királyság trónját foglalta el, valamint öccsét, Valois grófját próbálta a Szent Római Birodalom császárává választtatni.
Fülöp legjelentősebb katonai konfliktusai közé tartozik az I. Eduárd angol királlyal kialakult területi vitája a dél-franciaországi területekért, valamint a Flandriáért vívott háború, amely részeként a flamand sereg súlyos csapást mért Fülöpre az aranysarkantyúk csatájában (1302. július 11.). A háború végül Fülöp győzelmével zárult, így országa megkapta az irányítást a flamand városok felett. Uralkodását belföldön a zsidókkal és a templomosokkal szembeni fellépése jellemezte. Fülöp mindkét csoporttal szemben jelentős adósságokat halmozott fel, így a királyi hatalom veszélyét látta bennük. Ezért 1306-ban kiűzte a zsidóságot Franciaországból, majd 1307-ben megindította koncepciós pereit a templomosok ellen. A monarchia megerősítése érdekében megpróbálta megadóztatni és a saját ellenőrzése alá vonni a katolikus egyházat, amely konfliktushoz vezetett VIII. Bonifác pápával. Ennek részeként 1303 szeptemberében francia katonák elfogták a pápát, ami végül az avignoni pápasághoz vezetett.
Uralkodása utolsó éveiben tört ki a „Tour de Nesle-affér” néven ismertté vált eset, a királyi család botránya, amelyben Fülöp mindhárom menyét házasságtöréssel vádolták. Fülöp 1314-ben bekövetkezett halála után mindhárom fiából királya lett: X. Lajos, V. Fülöp és IV. Károly néven. Egymást követő halálozásuk veszélybe sodorta az addig biztosnak tűnő királyi dinasztia jövőjét, emellett leánya, Izabella angol királynévá válása is megágyazott annak a folyamatnak, amely végül a százéves háborúhoz vezetett.

## Útja a trónig
Azután lett trónörökös, hogy Lajos nevű bátyja 1276-ban elhunyt. Édestestvérei közül csak legkisebb öccse, Károly, Valois grófja érte meg a felnőttkort. Három, Brabanti Máriától származó féltestvére közül Lajos Évreux grófja, míg Margit angol, Blanka pedig cseh királyné lett. Fülöp 1284. augusztus 14-én vette feleségül Navarrai Johanna királynőt, így maga is a Navarrai Királyság uralkodója lett, I. Fülöp néven (1284 – 1305), egyúttal megszerezte a Champagne-i Grófságot. Atyja 1285-ös halálát követően lett király, bár felszentelésére csak 1286. február 6-án került sor, Reimsben.

## Háborúk és területi nyereségek

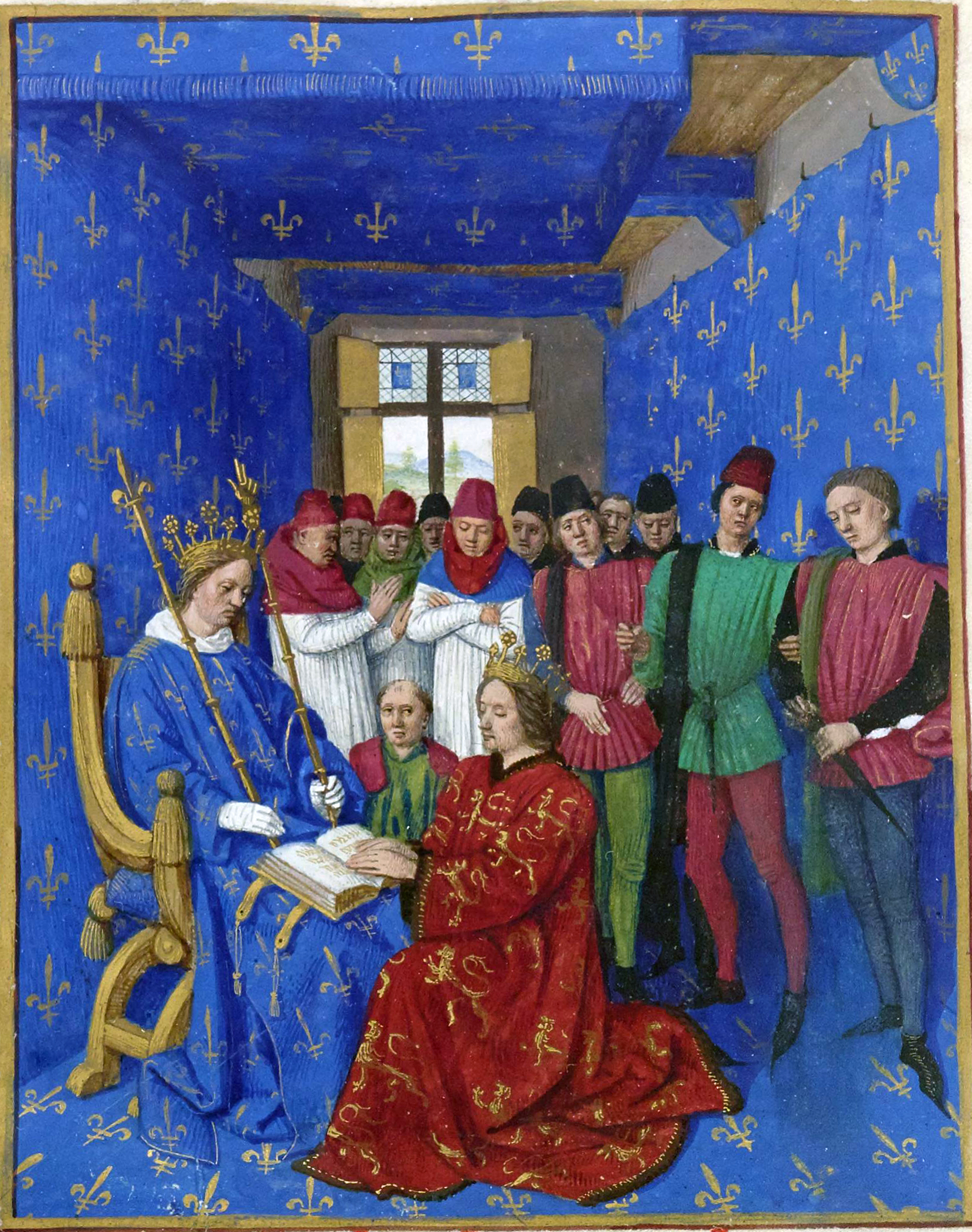
I. Edward hűséget esküszik Szép Fülöpnek 1286. június 5-én. 15. századi ábrázolás

Fülöp uralkodására kevéssé voltak jellemzőek a háborúk, és főleg uralkodása elején hadakozott az angolok, illetve még inkább a melléjük álló lázadó Flandria ellen. (Első területi szerzeménye Chartres grófsága volt, amit 1286-ban vásárolt meg hajdani nagybátyja, I. Pierre d'Alençon özvegyétől, Jeanne de Blois-Châtillontól.)
Az angol konfliktus oka az volt, hogy I. Edward igyekezett megerősíteni szuverenitását Gascogne-ban, amit hűbérura, a francia király nem nézett jó szemmel, és támogatta az angol király ellenében John Balliol skót királyt. Edward 1297-ben haddal indult Fülöp ellen, ám William Wallace skóciai lázadása hatására kénytelen volt azonnal békét kötni. Wallace az angol bosszú elől Franciaországba menekült, de visszatérve 1305-ben végleg vereséget szenvedett. 1303-ban Gascogne felett is sikerült megállapodnia a két koronás főnek.
1300-ban a francia csapatok megszállták a textilipara révén rendkívül meggazdagdott Flandriát, a gyapjútermelő Anglia szövetségesét, azonban 1302-ben a helyiek fellázadtak az arrogáns tisztviselők és erőszakos katonák ellen (a szicíliai vecsernye mintájára az esetet brüggei matutinumnak szokás nevezni). A flandriai franciák lemészárlását megtorló csapás követte, ám Courtrai (Kortrijk) mellett az ún. aranysarkantyúk csatájában 1302. július 11-én a francia lovagsereget lemészárolta a flamand polgárság. A hatalmas presztízsveszteséget csak az 1304-es Mons-en-Pévèle-i csata során sikerült megtorolni. 1305-ben sikerült békére kényszeríteni a flamandokat, de eleve teljesíthetetlenül kemény feltételekkel. Ekkor került Lille, Douai és Béthune városa először királyi fennhatóság alá. Fülöp 1313-ban és 1314-ben is kénytelen volt hadfelkelést hirdetni a flandriai grófság ellen.
1292-ben Lyon polgárai számos sikertelen lázadást követően Fülöp gyámsága alá helyezték magukat a lyoni érsek hatalma alól. A helyzetet csak 1312-ben törvényesítették, amikor is a város a királyság, a város és az érsekség szerződése értelmében Franciaország részévé vált.

## Konfliktus az egyházzal
Fülöp háborús kiadásai fedezésére megadóztatta a római katolikus egyház jövedelmeit is. III. Ince pápa óta bevett szokás volt az egyház hozzájárulását kérni, de ezúttal a konzultáció elmaradt a tized kivetése előtt.
Fülöp VIII. Bonifác pápa személyében méltó ellenfélre akadt. Az egyházfő ugyanis tiltakozott az egyházi javak engedély nélküli megadóztatása ellen: Clericis laicos című bullájában kijelentette, hogy szentszéki hozzájárulás nélkül ilyesmi nem történhet, és leállította a kifizetéseket. Erre Fülöp megtiltotta bármiféle pénz kivitelét királyságából, ezzel a pápai állam jövedelmei sem juthattak el Róma kincstárába. Privilégiumokat ígérve Fülöp országa prelátusait is megnyerte saját ügyének, akik kérvényezték az egyházfőnél, hogy tizedet fizethessenek.

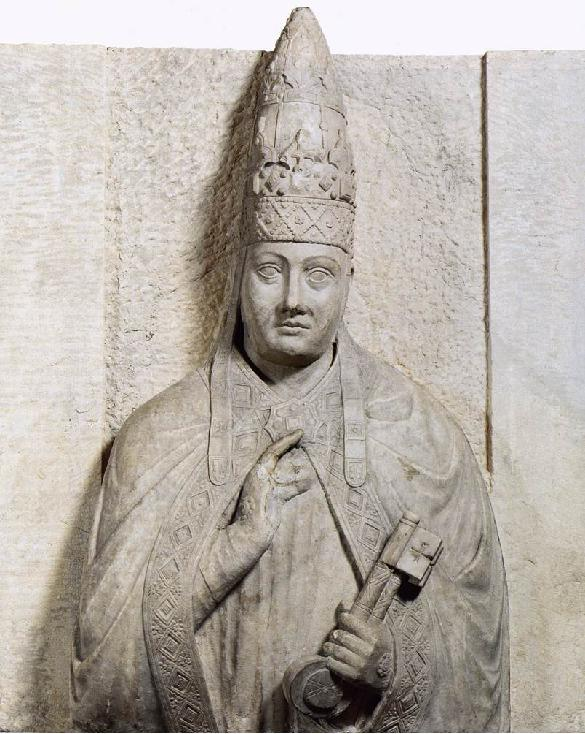
IV. Fülöp főellensége, VIII. Bonifác pápa szarkofágja. A király embereinek durvasága elősegítette az egyházfő halálát

Bonifác ekkor még meghátrált, és engedélyezte, hogy vészhelyzet esetén a francia uralkodó kérés nélkül megadóztathassa az egyházi jövedelmeket. Mintegy megpecsételve a békét, 1297-ben szentté avatták a király nagyapját, IX. Lajost. Az ellenségeskedés azonban hamarosan ismét kiújult.
Szép Fülöp 1301-ben elfogatott egy languedoci püspököt, aki állítólag szervezkedett ellene. VIII. Bonifác Ausculta fili kezdetű bullájában ellenséges hangnemben emlékeztette a királyt, hogy a pápa a világi uralkodók felettese, és zsinatot hívott össze Rómába a probléma megoldására. A francia király azonban 1302. április 11-én Párizsban megrendezte országa első rendi gyűlését, amely hűségéről biztosította. A római zsinat kudarcba fulladt, de a pápa a courtrai-i vereséget isteni jelnek nyilvánította, és az év végén kiadta Unam sanctam kezdetű bulláját, mely a pápa mindenek feletti primátusának legnyíltabban megfogalmazott dokumentuma.
1303 márciusában Bonifác kiátkozta a királyt, így annak alattvalói elvileg mentesültek minden neki irányuló szolgálattól. Fülöp erre csapatot menesztett Itáliába, hogy az általa tervezett egyetemes zsinatra, ha kell, erőszakkal is elvigye a pápát, akit a második rendi gyűlés június 13-án eretnekként elítélt. A Guillamue de Nogaret vezette különítmény, amelyhez a pápa esküdt ellenségei, a Colonnák is csatlakoztak, szeptember 17-én Anagniban tört a pápára. Ekkor történt meg a híres anagni merénylet, amikor a pápát állítólag pofonütötték, de szóban mindenképpen inzultálták. Bonifác a sokkba hamarosan belehalt.
Utódja, XI. Benedek rövid uralkodása alatt visszavonta a Fülöpöt sértő intézkedéseket, majd a halála után francia érsekként trónra emelt V. Kelemen pedig készséggel engedelmeskedett Fülöp azon követelésének, hogy a még III. Fülöp által az egyháznak adományozott Avignonban telepedjen le 1309-ben. Erre már csak azért is szükség volt, mert Itáliában nem volt bázisa, sőt a helyi elit ellenségesen viszonyult hozzá.

## A templomosok

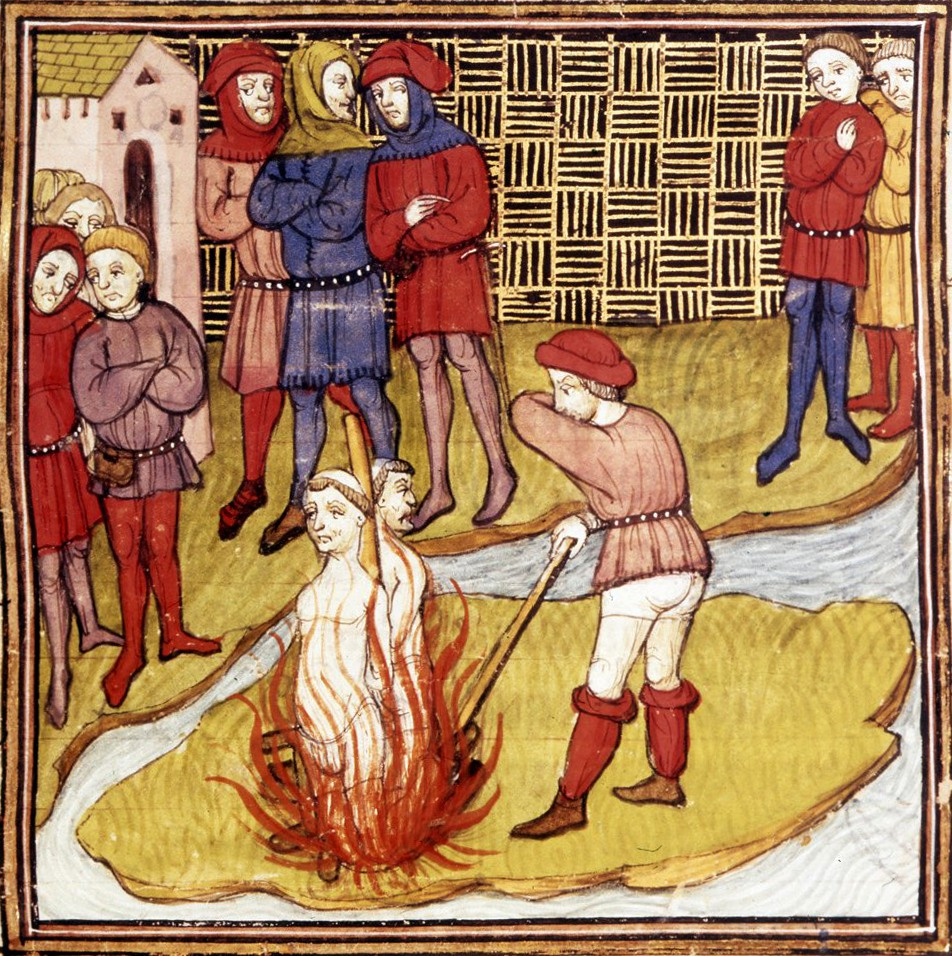
A templomosok megégetése. 14. századi ábrázolás

V. Kelemen pápa készséggel asszisztált a templomos lovagrend ellen hozott intézkedésekhez. A lovagrend valóban óriási birtok- és pénzmennyiség felett rendelkezett, és már egy ideje számos gyanús szóbeszéd terjengett körülöttük mindenféle perverziókról, istengyalázásról és egyéb bűnökről. Fülöp vagy az óriási kincstár megszerzése, vagy saját szakrális tekintélyének megóvása vágyától hajtva 1307. október 13-án váratlanul Franciaország minden templomosát elfogatta és börtönbe vettette.
Vallatások kezdődtek, amelyek a vezetők esetében hét éven át húzódtak. Az uralkodó eljárását 1309-ben ismét rendi gyűlés hagyta jóvá, ezúttal Tours-ban és Poitiers-ben. A meggyötört lovagok végül mindent beismertek, és végül két vezetőjüket, Jacques de Molay nagymestert és Geoffroy de Charnay-t, Normandia praeceptorát 1314. március 18-án megégették. Geoffroy de Paris, a krónikás feljegyezte a nagymester máglyáról szórt átkát:
„Isten tudja, hogy ki tévedt és ki követett el bűnt, és a balszerencse bizony lesújt azokra, akik tévesen ítéltek el minket. Isten meg fogja bosszulni a mi halálunkat. Tudja meg az Úr, hogy igazság szerint mindazok, akik ellenünk vannak, miattunk fognak szenvedni!”
Maurice Druon híres regényciklusában, Az elátkozott királyokban mindezt úgy adja vissza, hogy Molay személyesen Kelemen pápát, Nogaret-t és Fülöpöt átkozza el tizenharmadíziglen. A három illető valóban még abban az évben meghalt, és a király rövid ideig uralkodó utódai alatt káosz állandósult, amit a Capetingek kihalása és a százéves háború kitörése tovább fokozott.

## Pénzügyek és államigazgatás

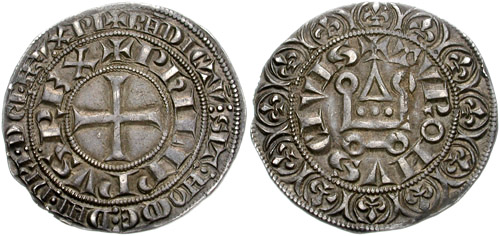
Szép Fülöp tours-i livre-je

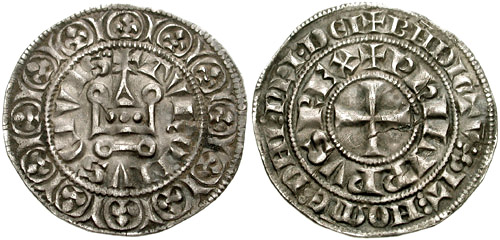
Szép Fülöp féllivre-ese

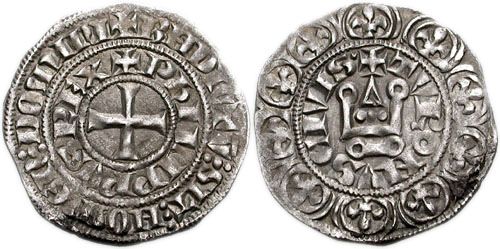
Szép Fülöp harmadlivre-ese

IV. Fülöp sem hadjáratait, sem az állam egyéb ügyeit nem személyesen intézte, helyette tehetséges és elsősorban jogilag képzett tanácsadói, a 19. századtól legistáknak nevezett, közel sem egységes főtisztviselői hálózat, amelynek tagjai bármilyen feladatot elláthattak. Így például ők irányították a templomosoktól függetlenített királyi kincstárat, és nagy szerepük volt a parlement (bíróság) és a számvevőszék irányításában. A legisták zömmel kisnemesi (például az utolsó években a pénzügyek felett teljes ellenőrzést gyakorló Enguerrand de Marigny vagy Guillaume de Nogaret pecsétőr, Pierre de Latilly kancellár, Raoul de Presles királyi titkár, Raymond de Poujoulat, Guillaume de Plaisians) és polgári (Pierre Flotte kancellár és pecsétőr, Philippe le Convers, Gilles Aycelin narbonne-i püspök) származásúak voltak.
A király és az adminisztráció legsúlyosabb gondja a háborúk fedezéséhez szükséges anyagi utánpótlás előteremtése volt, hiszen a francia lovagsereg zsoldért szolgált. A legfontosabb pénzszerzési forrás a pénzrontás volt (1295 – 1303), amelynek haszna olykor a királyi összbevétel kétharmadát is kitette. Ez azonban inflációhoz és elégedetlenséghez vezetett, amit az 1295 után 9 alkalommal kivetett hadiadó a jobbágyokra is történő kiterjesztése csak tovább fokozott. Békeidőkben rendkívüli jövedelemforrásokat kellett keresnie (1306: a zsidók kiűzése és vagyonuk elkobzása; 1307: a templomos rend feloszlatása; 1309–1311: a lombard bankárok megadóztatása).
A megnövekedett terhek miatti elégedetlenséget volt hivatva enyhíteni a tisztviselők 1302-es ellenőrzése és az 1303-as rendelkezés visszaéléseik megakadályozására, illetve a rendi gyűlések összehívása. Ez kezdetben csak jóváhagyta a királyi rendeletet, de már 1314-ben beleszólhatott az adókivetés mértékébe – igaz, egyértelműen csak az uralkodó tetszésének függvényében. Az egyes nagyhűbéresekkel és az egyházzal továbbra is meg kellett alkudni a rájuk kirótt terhekről. 1314-ben ez utóbbi berkekből kezdődött ellenállás az adóterhek miatt.
1313-ban az elmaradt flandriai hadjárat miatt az adószedést megszüntették, és az addig beszedett jövedelmeket is visszaszolgáltatták, ám 1314-ben ugyanilyen helyzetben a király megfeledkezett erről. Hűbéresei követelésére is csak leállította az új adók beszedését, de nem kívánta visszafizetni az addig megszerzett pénzt. Az eset hatására a nagybirtokos egyháziak, lovagok és főrendek, sőt egyes városok is konspirálni kezdtek, de cselekvésüket nem hangolták össze. A válság megoldása már X. Lajosra hárult, mivel Szép Fülöp 1314-ben vadászbalesetet szenvedett, és nem sokkal később szülőhelyén elhalálozott. A nagy formátumú uralkodó instabil államot és üres kincstárat hagyott tehetségtelen fiára.

## Utódok
Szép Fülöp egyetlen felesége I. Johanna navarrai királynő volt, akit 1284. augusztus 14-én vett feleségül. Hét gyermekük született, közülük négy érte meg a felnőttkort: a három fiúból, Lajosból, Fülöpből és Károlyból francia király, az Izabella nevű leányból pedig angol királyné lett.
- X. Lajos (1289 – 1316), Navarra és Franciaország királya
- Margit (1290 – 1294) (IV. Ferdinánd kasztíliai királynak ígérték)
- V. Fülöp (v. 1291-1322), francia király
- Izabella (1292 – 1358), Anglia királynéja, II. Edward felesége
- Blanka (1293 k. – röviddel 1294 után)
- IV. Károly – (1294 – 1328), francia király
- Róbert (1296 k. – 1308)

## Származása
| Szép Fülöp (Fontainebleau, 1268. április/június– Fontainebleau, 1314. november 29.) francia király | Apja: Merész Fülöp (Poissy, 1245. április 20.– Perpignan, 1285. október 5.) francia király | Apai nagyapja: Szent Lajos (Poissy, 1214. április 25.– Tunisz, 1270. augusztus 25.) francia király        | Apai nagyapai dédapja: Oroszlán Lajos (1187. szept. 5.–1226. nov. 8.) francia király           |
| Szép Fülöp (Fontainebleau, 1268. április/június– Fontainebleau, 1314. november 29.) francia király | Apja: Merész Fülöp (Poissy, 1245. április 20.– Perpignan, 1285. október 5.) francia király | Apai nagyapja: Szent Lajos (Poissy, 1214. április 25.– Tunisz, 1270. augusztus 25.) francia király        | Apai nagyapai dédanyja: Kasztíliai Blanka (1188. március 4.–1252. nov. 27.)                    |
| Szép Fülöp (Fontainebleau, 1268. április/június– Fontainebleau, 1314. november 29.) francia király | Apja: Merész Fülöp (Poissy, 1245. április 20.– Perpignan, 1285. október 5.) francia király | Apai nagyanyja: Provence-i Margit (Forcalquier, 1221 tavasza– Párizs, 1295. december 20.)                 | Apai nagyanyai dédapja: IV. Rajmund Berengár (1198 körül –1245. augusztus 19.) provence-i gróf |
| Szép Fülöp (Fontainebleau, 1268. április/június– Fontainebleau, 1314. november 29.) francia király | Apja: Merész Fülöp (Poissy, 1245. április 20.– Perpignan, 1285. október 5.) francia király | Apai nagyanyja: Provence-i Margit (Forcalquier, 1221 tavasza– Párizs, 1295. december 20.)                 | Apai nagyanyai dédanyja: Savoyai Beatrix (1198 körül –1267 körül)                              |
| Szép Fülöp (Fontainebleau, 1268. április/június– Fontainebleau, 1314. november 29.) francia király | Anyja: Aragóniai Izabella (1247 körül – Cosenza, 1271. január 28.)                         | Anyai nagyapja: Hódító Jakab (Montpellier, 1208. február 2.– Valencia, 1276. július 27.) aragóniai király | Anyai nagyapai dédapja: Katolikus Péter (1178. július–1213. szeptember 13.) aragóniai király   |
| Szép Fülöp (Fontainebleau, 1268. április/június– Fontainebleau, 1314. november 29.) francia király | Anyja: Aragóniai Izabella (1247 körül – Cosenza, 1271. január 28.)                         | Anyai nagyapja: Hódító Jakab (Montpellier, 1208. február 2.– Valencia, 1276. július 27.) aragóniai király | Anyai nagyapai dédanyja: Marie de Montpellier (1182 körül –1213. április 21.)                  |
| Szép Fülöp (Fontainebleau, 1268. április/június– Fontainebleau, 1314. november 29.) francia király | Anyja: Aragóniai Izabella (1247 körül – Cosenza, 1271. január 28.)                         | Anyai nagyanyja: Magyarországi Jolán (Esztergom, 1219 körül – Huesca, 1251. október 9.)                   | Anyai nagyanyai dédapja: Jeruzsálemi András (1176 körül –1235. szeptember 21.) magyar király   |
| Szép Fülöp (Fontainebleau, 1268. április/június– Fontainebleau, 1314. november 29.) francia király | Anyja: Aragóniai Izabella (1247 körül – Cosenza, 1271. január 28.)                         | Anyai nagyanyja: Magyarországi Jolán (Esztergom, 1219 körül – Huesca, 1251. október 9.)                   | Anyai nagyanyai dédanyja: Courtenay Jolán (1197 körül –1233. június)                           |

## A művészetekben
Uralkodásának utolsó korszakát mutatja be Maurice Druon: Az elátkozott királyok című, hétrészes történelmi regényfolyamának 1. kötete, ami Fülöpről kapta A Vaskirály címet.

## Lásd még
- Templomosok